# إرول جلنبي
إرول جلنبي (بالفرنسية: Erol Gelenbe) مواليد 22 أغسطس 1945 في إسطنبول، عالم حاسوب تركي فرنسي، وخبير في هندسة الإلكترونيات، والرياضيات التطبيقية .